# Kongresszentrum Davos

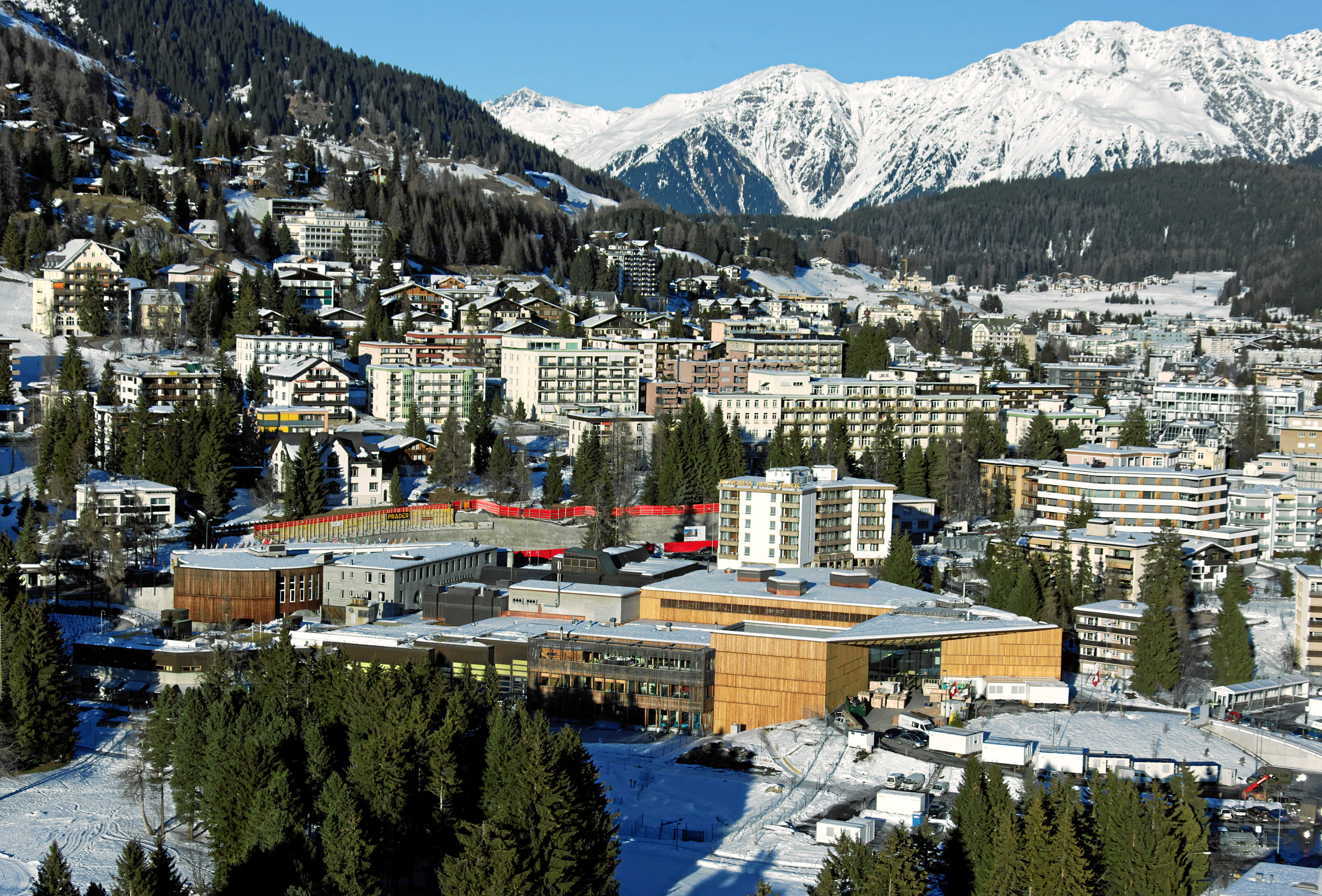
Luftaufnahme des Kongresszentrum Davos

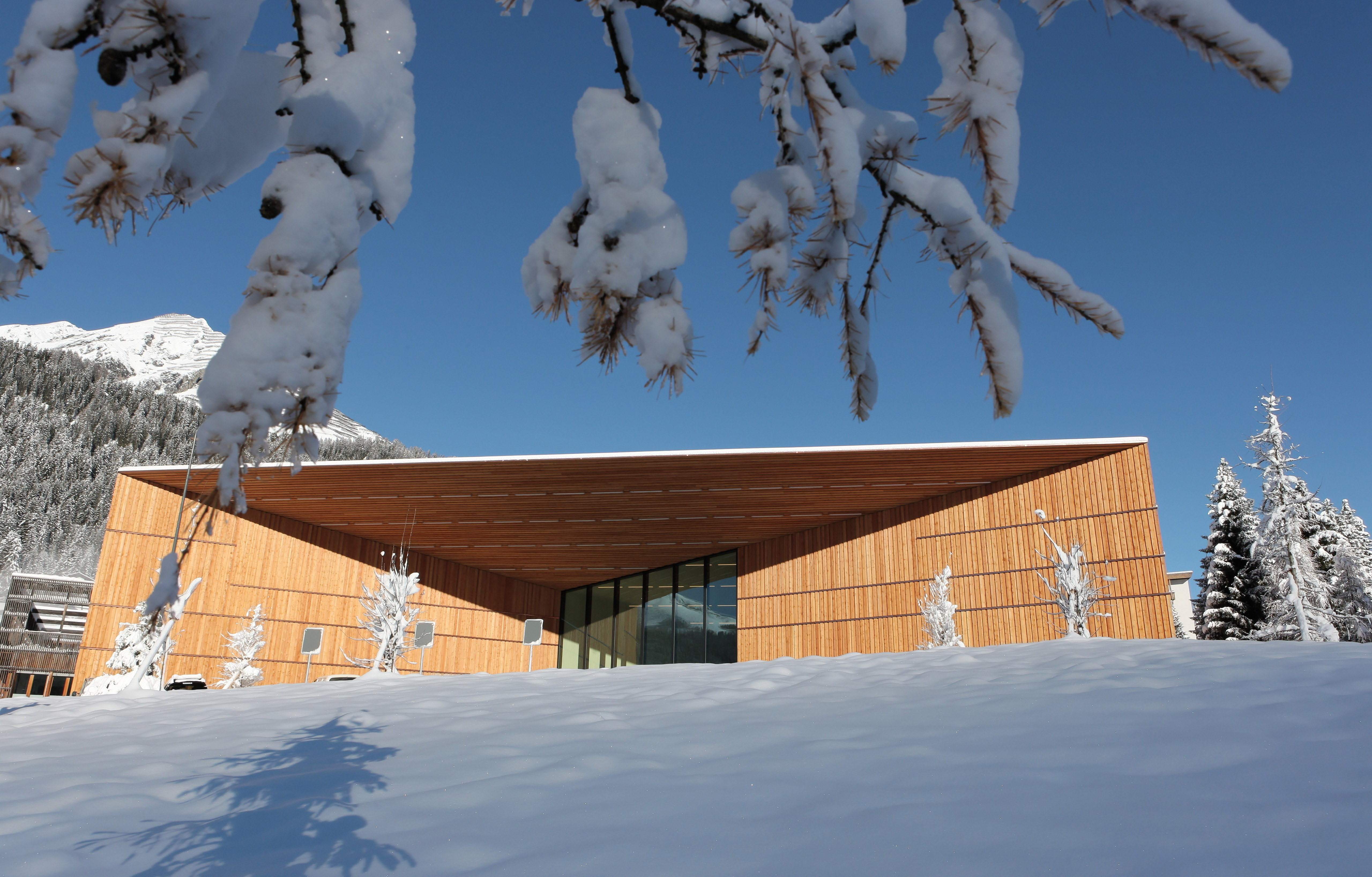
Haupteingang

Das Kongresszentrum Davos (Eigenschreibweise: Davos Congress) ist ein Veranstaltungsort in Davos. Eröffnet wurde es 1969 und umfängliche Um- und Anbauten wurden in den Jahren 1979, 1989 und 2010 vollzogen. Es ist seit 1971 der Veranstaltungsort des jährlich tagenden Weltwirtschaftsforums.
Es bietet Platz für bis zu 5000 Teilnehmer. Der Plenarsaal besitzt eine Kapazität von 1800 Personen. Insgesamt verteilten sich 34 Gruppenräume auf 12.000 m².

## Regelmäßige Tagungen
- Weltwirtschaftsforum (seit 1971)
- AO Courses
- Ultraschall-Dreiländertreffen
- Ärztefortbildung der Lungenliga Zürich
- Internationaler Diagnostikkurs IDKD
- Pharma Davos
- Cardiology Update
- World Immune Regulation Meeting